# Fan disc
fan disc，簡稱FD，是電子遊戲公司在推出成功作品後為遊戲愛好者發行的擴充內容光碟，其中可能包括新的圖像、音樂、小遊戲、角色資料、展示影片等。fan disc通常會追加短篇遊戲內容以延長作品的生命週期，但這些短篇內容嚴格來說並不算是作品實際上的續集。通常fan disc會比原產品價格低廉。

## 簡介
fan disc原是收錄基於原作的小遊戲、桌布等小作品的集錦，而現今日本成人遊戲業界已改用其他稱呼，或將衍生作品稱為fan disc來發行（如相當於fan disc的《ToHeart2 AnotherDays》就沒有使用fan disc的稱呼，因Leaf對自家的fan disc稱為娛樂軟體；《Fate/hollow ataraxia》雖然稱為fan disc，但是新角色和主要故事密切相關，更接近是遊戲的續集）。一般將數款原作另外以成套方式發行的（如、等）也屬於fan disc。